# Смерть в комнате больного
«Смерть в комнате больного» — картина Эдварда Мунка, созданная в 1893 году. На ней изображена семья художника, собравшаяся у смертного одра его сестры Софи, которая умерла от туберкулеза в 1877 году.

## Описание картины
На картине изображена семья художника, собравшаяся у смертного одра его сестры Софи, которая умерла от туберкулеза в 1877 году. Картина передает сильную печаль и отчаяние, испытываемые семьей Мунка из-за болезни Софи. Сцена строго скомпонована, фокусируясь на скорбящих родственниках и атмосфере дискомфорта, с тонкими деталями, усиливающими её эмоциональное воздействие, такими как закрытое окно, указывающее на недостаток свежего воздуха и солнечного света. Мужская фигура слева на картине обычно идентифицируется как младший брат Эдварда Андреас. Картина представляет собой пронзительное изображение разрушительного воздействия таких заболеваний, как туберкулез, в тот период времени.